# Klymenos (Sohn des Oineus)
Klymenos (altgriechisch Κλύμενος Klýmenos) ist in der griechischen Mythologie eines der sieben Kinder von Althaia und Oineus. 
Seine Geschwister sind Toxeus, Gorge, Meleagros, Perimede, Deianeira und Thyreus. Er besaß keine Nachkommen.